# 胡薩維克 (歌曲)
〈胡薩維克〉（英語："Husavik"，冰島語：又名為）是2020年電影《歐洲歌唱大賽：火焰傳說》的收錄歌曲，由美國喜劇演員威爾·法洛與瑞典女歌手莫莉·桑登（化名）共同演唱，〈胡薩維克〉由胖麥特老天（Fat Max Gsus）擔任製作，阿帝‧納瑪拉松負責作曲，歌詞則由胖麥特老天、里卡德·戈兰森及沙凡·科提查創作。
歌曲獲得廣大迴響，除了登上多國音樂排行榜，還獲得多個音樂和電影獎項提名；其中包括第93屆奧斯卡金像獎最佳原创歌曲提名、第26届评论家选择电影奖最佳電影原創歌曲提名、第11屆好萊塢傳媒音樂大獎最佳劇情長片原創歌曲提名，並最終獲得了第2屆美國作曲家及作詞家協會獎最佳傑出原創影視歌曲。歌曲同名的小鎮胡萨维克受其影響，獲得眾人矚目。

## 背景
在電影中，由威爾·法洛飾演的拉斯·艾瑞克斯松（Lars Erickssong）不意間聽到瑞秋·麥亞當斯飾演的席格芮·艾瑞克斯多蒂爾（Sigrit Ericksdottir）正在創作新歌，但拉斯不知道這首歌是席格芮獻給自己，以為這是首獻給亞歷山大·列姆托夫（Alexander Lemtov）的情歌。在電影的最後，原本離開比賽的拉斯匆忙趕到歐洲歌唱大賽決賽舞台，但他並沒有演奏比賽歌曲〈雙重麻煩〉，而是開始彈奏〈胡薩維克〉，最後席格芮與拉斯一起完成舞台了表演。雖然他們因為臨時更改表演曲目被取消比賽資格，卻獲得人民支持。

## 製作
〈胡薩維克〉是首歡快且充滿力量的電子民謠。由胖麥特老天（Fat Max Gsus）擔任製作，阿帝‧納瑪拉松負責作曲，歌詞由胖麥特老天、里卡德·戈兰森及沙凡·科提查創作。歌曲以G大調創作，每分鐘67拍，時長3分22秒。〈胡薩維克〉由威爾·法洛和聲、莫莉·桑登演唱，後者演唱時的音域位在D3至E5。瑞秋·麥亞當斯雖然不是演唱者，但電影實際播放的版本融合了桑登與麥亞當斯兩人的歌聲。在其中一幕，也能聽見麥亞當斯哼唱歌曲片段。
歌曲的開發過程不算順利，團隊為探討歌曲主題、角色故事及冰島語的演唱時機，歷經近90多個版本才完成如今的模樣，包含更加具有歐洲歌唱大賽特色的迪斯可舞曲版本及沒有任何管絃樂器單純只有電吉他的版本。科提查接受採訪表示〈胡薩維克〉是整部電影中最難搞的歌曲，任何改動都會讓歌曲走味。作為整部電影的高潮，起初，創作團隊設計這會是個「喜劇性的時刻」，瑞秋·麥亞當斯飾演的席格芮會持續發出史詩般的C♯高音。但之後團隊意識到，這部電影實際上是席格芮的故事歷程。於是將原定的喜劇結局改為更感性的結局。
「家鄉」亦是歌曲的創作理念，其名稱取自兩位故事主角長大的地方，冰島同名小鎮「胡萨维克」。在電影準備期間，團隊曾打算在首都雷克雅維克附近拍攝以減少交通支出，但經過考量，還是決定採用胡薩維克當作故事背景。除了考量地方平衡發展，胡薩維克比其他冰島地名更容易發音，同時它還是賞鯨聖地。胖麥特老天表示他把自己帶入席格芮的角色，設想如果是席格芮，會對家鄉有什麼感覺。團隊中只有科提查沒有具備北歐背景，因此他透過谷歌翻譯和谷歌地圖來瞭解小鎮。
除了作為電影高潮，〈胡薩維克〉也展現劇中角色席格芮的人物弧线。歌詞「（當山巒迴盪著海鷗的歌聲，鯨魚能自在生活是因為人們很溫柔）」使用了山、海鷗、鯨魚及（胡薩維克）人來歌頌故鄉，並側面展現席格芮的溫柔性格。《富比士》的苏珊娜·罗恩·凯勒（Suzanne Rowan Kelleher）認為這是首歌頌家鄉的美麗讚歌。Wiwibloggs的評審苏珊娜（Suzanne）認為歌曲與角色契合，沒能向拉斯分享和完成歌曲創作，是因為席格芮將對方看的比自己重要，而電影最後演唱〈胡薩維克〉，表示出席格芮只想要拉斯和家鄉一切的心意。

## 宣傳活動
電影發布後幾日，莫莉·桑登首度於個人Instagram帳戶發布歌曲表演影片。同年8月，桑登發布原音乐版的歌曲音樂錄影帶，影片於瑞典厄兰岛拍攝，彼得·卡爾松負責鋼琴伴奏。在第93屆奧斯卡金像獎的熱身特別節目《奧斯卡：萬眾焦點》（Oscars: Into the Spotlight）中，桑登與胡萨维克當地居民一起表演歌曲。
在歌曲成為當地國歌後，胡萨维克製作了一系列影片，這些影片和電影相同，都有著迷人且愚蠢的自嘲。在其中一部影片中，虛構人物胡薩維克市長奧斯卡·奧斯卡松（Óskar Óskarsson）向鎮上人們並表示他希望歌曲能在奧斯卡之夜獲勝，並提到「很快的，我就不在是這裡唯一的奧斯卡」，隨後邀請大家一同參與在4月25日舉辦的大型奧斯卡派對。真正的市長克利斯欽·马格努森（Kristjan Magnusson）表示「這場運動的主要意義在於振奮人心，大家一起參與的樂趣才是重點，獎金則是其次」。

## 專業評價
雖然電影《歐洲歌唱大賽：火焰傳說》的評價毀譽參半，但觀眾和樂評卻對電影歌曲讚譽有加。尤其是歐洲歌唱大賽粉絲，由於2020年歐洲歌唱大賽受到2019冠状病毒病疫情影響取消，電影的推出多少彌補比賽無法舉辦的遺憾。
Polygon的凱倫·韓（Karen Han）表示作為一部非音樂劇電影，歌曲的表現令人驚奇。《名利场》的理查·勞森（Richard Lawson）和南犹他州《獨立報》記者亞當·馬斯特（Adam Mast）都認為〈胡薩維克〉就像電影《大娛樂家》的插曲〈永不足夠〉，前者表示歌曲從英語轉變為冰島語的瞬間令人不寒而慄。《荷里活報道》的記者大衛·魯尼（David Rooney）稱〈胡薩維克〉超越模仿，成為整部電影中最具音樂性的作品。壯麗的歌詞適當地緩和甜蜜負擔，為電影的結尾帶來一絲淒美。來自Collider的格雷戈里·勞倫斯（Gregory Lawrence）將歌曲列為本片第3最佳歌曲，評論到：「毫無疑問，這是首強而有力且情感豐富的歌曲。很長一段時間，我都會記得它。」，但也反應桑登的歌聲沒能和瑞秋·麥亞當斯的歌聲緊密契合，影響電影高潮帶來的震撼。
專門報導歐洲歌唱大賽的新聞網站Wiwibloggs根據評審團意見給予歌曲8.73/10分，評審團之一的埃斯玛（Esma）稱莫莉·桑登的歌聲清晰且深入人心；另一名評審苏珊娜表示歌曲讓她停不下來，後半段的冰島語副歌更讓歌曲增添色彩。威廉（William）評論〈胡薩維克〉就像是《风中奇缘》中的〈風之彩〉，歌詞簡單而豐富，就算播完都還能想起它。《新報》記者喬納森·羅伯茨（Jonathan Roberts）評價：「絕對的神曲。最後一首歌（〈胡薩維克〉）絕對值得你略過整部電影，只為聽到它。」。本作導演大衛·多布金亦稱〈胡薩維克〉是整部電影當中他最引以為傲的歌曲。
歌曲亦獲得多個音樂和電影獎項提名；其中包括第93屆奧斯卡金像獎最佳原创歌曲提名、第26届评论家选择电影奖最佳電影原創歌曲提名、第11屆好萊塢傳媒音樂大獎最佳劇情長片原創歌曲提名，並最終獲得了第2屆美國作曲家及作詞家協會獎最佳傑出原創影視歌曲。雖然沒能得到奥斯卡最佳原创歌曲奖，但不少媒體認為歌曲很有機會得獎，包含《綜藝》和全国公共广播电台。前者認為歌曲應該獲獎；後者則稱〈胡薩維克〉和其他入圍歌曲不同，它出現在電影高潮而不是片尾，不僅與電影相互配合，也為歌曲提供了絕佳的展示平台。那怕不會得獎，它也應該得到。Vulture則認為〈胡薩維克〉獲獎不僅會是最佳原創歌曲的勝利，亦是讓大家記得本屆奧斯卡的唯一希望。

## 商業成績
歌曲除了廣受好評，更成功登上多國音樂排行榜。發行三天內來到iTunes全球歌曲排行榜第10名。在美國，〈胡薩維克〉以8000次下載量登上《告示牌》Digital Song Sales。是威爾·法洛首次登上《告示牌》排行榜。在英國，歌曲以60名首次出現在英國單曲排行榜，最高位置來到59名，並維持4周。蘇格蘭方面，歌曲最高位置來到蘇格蘭單曲榜第8名。〈胡薩維克〉也登上其他國家榜單。包含澳大利亞、加拿大、歐洲、匈牙利、紐西蘭和瑞典，截至2021年4月，歌曲累積達到2600萬次串流次數。
在冰島，歌曲空降冰島國家廣播公司榜單冠軍。根據Tonlist統計，〈胡薩維克〉是冰島2020年最受歡迎歌曲第18名，它在榜單上維持了14周，最高名次到達第2名。歌曲的成功也對當地造成影響，尤其是在歌曲故事背景中的胡萨维克，胡萨维克旅遊局的網站訪問人數因為歌曲的推出而急遽上升，地方商店也時常播放歌曲。受益於同名歌曲和冰島開放外國遊客接種疫苗的政策，當地旅遊業獲得一定程度的振興。

## 參與名單
來源：Tidal
- 製作人 – 胖麥特老天（Fat Max Gsus）、里卡德·戈兰森、沙凡·科提查
- 作曲 – 胖麥特老天、里卡德·戈兰森、沙凡·科提查
- 聯合表演者 – 威爾·法洛、My Marianne
- 母帶處理 –
- 混音工程 – 提雅斯多
- 錄音工程 - 奧登索爾·伯吉森（英语：Arnthor Birgisson）、克里斯蒂安·佩爾松（Christian Persson）、彼得·卡爾松（Peter Carlsson）、沙凡·科提查
- 聲音 - 威爾·法洛、莫莉·桑登

## 榜單表現
| 排行榜（2020年）                                   | 排名 |
| -------------------------------------------------- | ---- |
| 澳大利亞（《告示牌》Australia Digital Song Sales） | 8    |
| 加拿大（《告示牌》Canadian Digital Song Sales）    | 15   |
| 歐洲（《告示牌》Euro Digital Song Sales）          | 12   |
| 匈牙利（四十強單曲榜）                             | 21   |
| 冰島（RÚV）                                        | 1    |
| 冰島（Plötutíðindi）                               | 2    |
| 紐西蘭（新西兰唱片音乐协会熱門單曲榜）             | 17   |
| 蘇格蘭（官方榜单公司單曲榜）                       | 8    |
| 瑞典（瑞典最熱榜）                                 | 30   |
| 英國（官方榜单公司單曲榜）                         | 59   |
| 美國（《告示牌》Digital Song Sales）               | 16   |